# Barmissen
Barmissen ist eine Gemeinde in der Region Barkauer Land im Kreis Plön in Schleswig-Holstein. Fiefhusen und Barmissenfeld liegen im Gemeindegebiet.

## Geografie und Verkehr
Barmissen liegt etwa 10 km südlich von Kiel und etwa 8 km westlich von Preetz an der Bundesstraße 404 von Kiel nach Bad Segeberg.

## Geschichte
Es gibt nur wenige vorgeschichtliche Funde im Gemeindegebiet, einige Feuersteinartefakte deuten jedoch auf eine zumindest vorübergehende Besiedlung in der Jungsteinzeit hin.
Barmissen wurde 1474/75 erstmals erwähnt. Der Ortsname bedeutet wohl kahler Sumpfwald.
1922 wurde die Gemeinde Fiefhusen nach Barmissen eingemeindet.

## Politik

### Gemeindevertretung
Bei der Kommunalwahl 2023 errang die Freie Wählergemeinschaft Barmissen erneut alle sieben Sitze in der Gemeindevertretung. Die Wahlbeteiligung betrug 71,3 Prozent.

### Wappen
Blasonierung: „Auf Blau ein breiter goldener mit oben drei grünen Schwarzerlenblättern über einem roten Wagenrad belegter Pfahl.“

## Wirtschaft
Das Gemeindegebiet ist überwiegend landwirtschaftlich geprägt.

## Persönlichkeiten
- Peter Voß (* 1891 in Fiefhusen; † 1979 in Nortorf bei Kiel), Schauspieler